# Samland (Schiff, 1903)
Die Samland war ein 1903 in Dienst gestelltes Passagierschiff der Red Star Line, das im transatlantischen Passagierverkehr von Antwerpen nach New York eingesetzt wurde. Das Schiff wurde 1931 außer Dienst gestellt und abgewrackt.

## Das Schiff
Das Dampfschiff wurde 1902 auf der Werft New York Shipbuilding in der Industrie- und Hafenstadt Camden im US-Bundesstaat New Jersey gebaut. Die Baukosten lagen nach damaligem Geldwert bei 729.000 US-Dollar. Der 149,47 Meter lange und 17,74 Meter breite Dampfer wurde für die amerikanische Reederei Atlantic Transport Line gebaut und Mississippi genannt. Das Schiff hatte einen Schornstein, vier Masten mit der Takelage eines Schoners, zwei stählerne Propeller, drei aus Stahl konstruierte Decks und konnte eine Höchstgeschwindigkeit von 14 Knoten erreichen. Es konnten insgesamt 1900 Passagiere befördert werden.

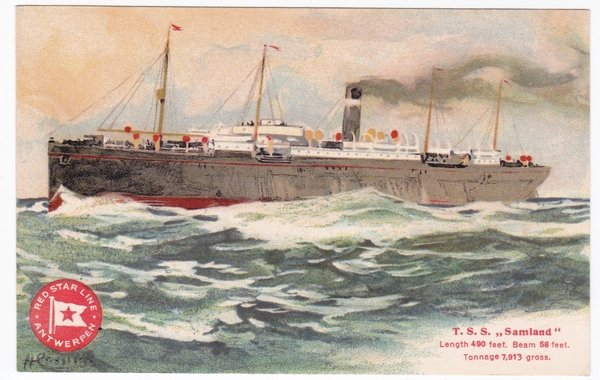
Postkarte mit einem Bild von Henri Cassiers (1903).

Die Schiffsvermessung lag bei 7913 BRT, 7559 Tonnen unter Deck und 6353 NRT. Der Dampfer war mit wasserdichten Schotten, drahtlosem Funk, einem doppelten Boden, elektrischem Licht und Kühlanlagen ausgestattet. Er wurde zusammen mit drei anderen Schiffen, der Missouri, Massachusetts und Maine, als Frachtschiff für die Atlantic Transport Line entworfen. Der Dampfer wurde am 2. Januar 1902 auf Kiel gelegt, lief am 25. Dezember 1902 vom Stapel und wurde am 9. April 1903 den Eignern übergeben. Es lief am 16. April 1903 als Mississippi zu seiner Jungfernfahrt von Baltimore nach London aus. Am 30. September 1903 legte sie zum letzten Mal zu einer Fahrt auf dieser Route ab. Danach ging das Schiff an die in Antwerpen sitzende belgisch-amerikanische Reederei Red Star Line und wurde auf der für das Unternehmen typischen Route Antwerpen–Dover–New York eingesetzt. Am 26. Juli 1906 erhielt der Neuzugang den Namen Samland. Ab dem 1. Januar 1910 dampfte de Samland nicht mehr unter amerikanischer, sondern unter belgischer Flagge. Am 7. Januar 1911 begann das Schiff seine letzte Fahrt von Antwerpen über Dover nach New York.
Ab dem 7. April 1911 wurde die Samland für zwei Überfahrten von Hamburg über Antwerpen nach Québec und Montreal genutzt. Ab dem 30. August 1911 bis ins Jahr 1913 stand die Samland unter dem Namen Belgic im Australien-Service der White Star Line. Ab dem 27. Dezember 1913 fuhr das Schiff wieder für die Red Star Line auf der ursprünglichen Route Antwerpen–New York. Am 2. Oktober 1914 legte sie zur ersten Fahrt von London nach New York ab, wobei sie nur Fracht beförderte und keine Passagiere an Bord hatte. Die letzte Fahrt zu diesem Zweck begann am 13. Februar 1916. Am 12. März 1916 legte die Samland zur ersten von drei Überfahrten im Dienst der Kommission für das Belgische Hilfswerk auf der Route New York–Falmouth–Rotterdam ab.
Am 2. Dezember 1916 wurde die Samland unter dem Kommando von Kapitän Wadsworth auf einer Fahrt von Hoboken nach Rotterdam von dem deutschen Hilfskreuzer Möve angehalten. Die Begegnung wurde nach der Ankunft der Samland in Falmouth am 9. Dezember 1916 bekannt und löste eine Kontroverse aus, da das Schiff im Dienst der Kommission für das Belgische Hilfswerk stand und somit als neutrales Schiff galt. Ab dem 28. Februar 1919 war die Samland wieder auf der Antwerpen-New York-Route. Am 6. Februar 1931 lief das Schiff zu seiner letzten Fahrt auf der Strecke aus. Im April 1931 wurde es zum Abbruch verkauft und noch im selben Jahr in Italien abgewrackt.